# Flash (programma televisivo)
Flash fu l'ultimo telequiz condotto da Mike Bongiorno sulla Rai. È andato in onda sulla Rete 1 dal 4 dicembre 1980 al 3 giugno 1982, giorno in cui il noto presentatore abbandonò la TV di Stato per proseguire il suo impegno alla Fininvest. Fu anche l'unico quiz di Bongiorno del giovedì sera ad andare in onda completamente in diretta.

## Il programma
Autori della trasmissione sono lo stesso Mike, lo storico «signor no» Ludovico Peregrini e Piero Turchetti, quest'ultimo in cabina di regia.
Per la prima volta nelle sue conduzioni, Mike non si avvale della collaborazione di nessuna valletta.
È il primo quiz della storia della televisione italiana interamente centrato sull'attualità e sulle opinioni degli italiani.
Tantissime le novità rispetto ai passati quiz di Mike Bongiorno. Lo stesso Mike, annunciandolo in anteprima, lo definì "il quiz degli anni ottanta".
Sicuramente il quiz ha rappresentato un punto di svolta nella storia artistica del presentatore italo-americano: di taglio moderno e veloce, con una sigla di testa «ipertecnologica» ed una scenografia avveniristica per l'epoca, anticipa il «salto» che Bongiorno farà negli anni ottanta sulla rete di Silvio Berlusconi. Nella stagione 1982/1983 il quiz traslocò su Canale 5 in una versione aggiornata in stile americano intitolata Superflash.
La scenografia, opera di Ludovico Muratori, aveva una tinta di colori freddi e molto sgargianti, sul verde acqua, resa ancora più avveniristica da un maxischermo e da tanti minischermi che sostituivano le caselle girevoli. Era composta di varie scacchiere a caselle celesti, blu scuro, azzurre e verdi pisello intervallate dal tocco rosa-fucsia dello storico logo della macchina fotografica. Oltre al logo, simbolo della trasmissione è una veletta elettronica con caratteri scorrevoli presente in cima alla scenografia, dove si leggeva il commento al momento del gioco in atto.
La mascotte del programma, Pasqualino Settepose, era un pupazzo di pezza raffigurante un anziano fotografo con basco, grandi occhiali e il logo della macchina fotografica appeso al collo.

## Sigle
La sigla di testa si intitolava Musica Flash ed era un motivo di musica elettronica composto da Luigi Tonet incentrato sulla parola "flash" in codice Morse. L'animazione, anch'essa realizzata da Ludovico Muratori, era una sequenza post prodotta di componenti stilizzate della macchina fotografica; ad esempio un nastro trasportatore luminoso simboleggiava la pellicola, la scritta «FLASH» rotolava come il rullino e ricorrevano un simbolico obiettivo e le distorsioni dell'immagine ad opera della lente. Tali elementi erano realizzati per lo più con modellini animati meccanicamente e filmati su celluloide, con scarso utilizzo della grafica computerizzata; inoltre erano colorati e illuminati prevalentemente con colori primari sia della sintesi additiva sia di quella sottrattiva per rendere un effetto estremamente fantascientifico.
La sigla di coda della prima edizione era intitolata Flash ed era cantata da Toto Cutugno; quella della seconda edizione era intitolata Stai con me ed era cantata da Drupi.

## Regolamento
Grande novità è l'abolizione delle domande preliminari: i tre concorrenti partono con 500 000 lire di premio partita.
Inoltre, mentre a Rischiatutto e Scommettiamo? c'era una sola fase centrale del gioco (il tabellone per il primo e le corse per il secondo), a Flash le prove sono due più un insolito raddoppio finale.

## Prima prova: le notizie
Bongiorno pone ai concorrenti 10 domande di attualità dell'ultima settimana ricavate da periodici e quotidiani (altra grande novità rispetto ai quiz passati, nei quali facevano testo le enciclopedie). Non c'è più il tabellone, sostituito da una tabella 2x5 di dieci schermini posti sotto il maxischermo; a causa della diretta, i concorrenti non possono più scegliere le domande, che sono poste in ordine prestabilito: il valore della prima domanda è di 100 000 lire, la seconda del valore di 200 000 lire, e così via, fino alla decima che vale un milione di lire. Dopo la lettura della domanda, scatta il cronometro (scandito con un suono di un "multiscatto"): entro 10 secondi, il primo concorrente che suona il flash musicale e risponde esattamente guadagna la cifra in palio; se la risposta è sbagliata, la cifra viene sottratta dal montepremi.
Novità: i concorrenti, per prenotarsi, devono aspettare che la domanda sia interamente letta e i dieci secondi sono contati dalla fine della lettura della domanda, non più dalla prenotazione col pulsante del concorrente; dietro le postazioni i concorrenti hanno come sfondo un telo verde sopra il quale, tramite il meccanismo del Chroma Key, venivano "proiettate" delle immagini riguardanti l'argomento della domanda.

## Seconda prova: le opinioni
È la novità principale del quiz: non ci sono domande, ma un gioco che mette alla prova il concorrente sulla sua conoscenza delle opinioni degli italiani. La statistica entra per la prima volta in un quiz.
Il gioco si svolge in tre manches nelle quali si sfidano due concorrenti per volta.
I due partecipanti si collocano, per la prima volta nella storia del quiz, ai lati della postazione di Mike, munita insolitamente di due pulsanti e spostata (anche questo non era mai successo) al centro dello studio e girata di spalle al pubblico. Infatti alla destra del maxischermo vi era una tabella con sei righe di caratteri girevoli, del tipo dei tabelloni dei treni, allora all'avanguardia, sotto la quale vi era, altra novità, una tabella riassuntiva delle quote dei tre concorrenti, necessaria perché gli stessi non erano più fissi nelle rispettive postazioni.
Ecco lo svolgimento della manche: Mike propone il tema di un sondaggio svolto dalla società statistica Doxa ad un campione di 1500 persone, ad esempio «Il politico più amato», «Il colore preferito», ecc.
Il concorrente che si prenota per primo dà una risposta al sondaggio. Se essa compare sul tabellone tra le sei risposte più date dagli italiani con la relativa percentuale, la stessa percentuale viene moltiplicata per 20.000 e aggiunta al montepremi delle opinioni. Idem l'altro concorrente. Chi dei due ha dato la risposta con la percentuale più alta ha il diritto di decidere se continuare il gioco o cederlo all'avversario. Chi continua il gioco ha lo scopo di scoprire tutte le sei risposte più date. Ne tenta una alla volta. Se ci riesce prima di commettere il terzo errore, intendendo per errore una risposta non presente sul tabellone, guadagna l'intero montepremi delle opinioni; se, invece, dovesse commettere tre errori, la parola torna all'avversario che tenta una risposta: se questa è presente sul tabellone, guadagna il montepremi delle opinioni accumulato fino a quel momento, altrimenti lo cede all'avversario.

## Prova finale: la terna
Ennesima novità: il concorrente che al termine della prova delle opinioni ha totalizzato il maggior montepremi è detto campione potenziale. Infatti in questo quiz il concorrente in testa tenta il raddoppio per primo (nei quiz precedenti per ultimo) ed è l'unico a poter raddoppiare (negli altri quiz tutti e tre i concorrenti sostenevano il raddoppio al Rischiatutto o la domanda in cabina di Scommettiamo?, che non raddoppiava ma confermava la cifra vinta). Gli altri due concorrenti hanno, però, ancora una speranza di diventare campioni: infatti, se il campione potenziale dovesse fallire il raddoppio, rientrano in gara.
La modalità del raddoppio è ancora una novità: niente cabina, niente cuffia, ma il campione potenziale è in piedi a fianco della postazione mobile di Mike, con quest'ultimo di fronte al pubblico e il concorrente di spalle, per evitare i suggerimenti.
Alla sinistra del maxischermo centrale vi sono due scacchiere 3x3 di schermini, l'una sopra l'altra: quella superiore è abbinata alla terna della cultura, quella inferiore alla terna della fortuna.
Il concorrente, quindi, può scegliere se affidare il raddoppio alla sua materia di competenza (forse l'unico legame con i quiz anni '70) o tentare la fortuna.
A questo punto Mike pone all'aspirante campione la domanda fatidica: «Gioca per la cultura o per la fortuna?».

### Terna della cultura
L'apposita scacchiera ha le caselle numerate da 1 a 9. Dietro ogni casella può celarsi una X oppure una macchina fotografica. Il concorrente deve rispondere nel tempo massimo di 10 secondi ad una domanda della sua materia di competenza. Se risponde esattamente ha diritto a scoprire una casella, altrimenti la prova è fallita e gli altri due concorrenti rientrano in gioco. La prassi si ripete finché il concorrente non scopre tre macchine fotografiche allineate in senso orizzontale, verticale o diagonale, raddoppiando così il proprio montepremi e diventando campione, oppure egli non sbagli una domanda, fallendo così la prova.

### Terna della fortuna
Si può tentare il raddoppio con la fortuna. Questa opzione, però, è stata scelta molto raramente.
Ecco il gioco: dietro le caselle, indicate con lettere dalla A alla I, ci sono i numeri dall'1 all'8 e un omino nero che fa marameo (ossia il volto della mascotte con il basco nero). Il concorrente raddoppia e diventa campione della fortuna se, scoprendo una casella alla volta senza dover rispondere ad alcuna domanda, totalizza almeno il punteggio di 21 evitando di trovare l'omino nero, il che farebbe fallire la prova.
La probabilità di superare la terna della fortuna è del 44,17%. Sembrerebbe un gioco iniquo, dato che per un raddoppio sarebbe equa una probabilità di successo del 50%, ma la possibilità data al concorrente che fallisse il raddoppio di rifarsi con la domanda del secolo può compensare lo svantaggio. Inoltre, dato che il gioco è un'alternativa ad una prova di cultura, tale probabilità è molto vicina a quella di sorteggiare tra i voti da 1 a 10 un voto sufficiente (40%).

## L'eventualedomanda del secolo
Se il campione potenziale fallisce il raddoppio, si accomoda alla sua postazione accanto ai suoi avversari. Tutti e tre partecipano alla domanda del secolo (novità: chi fallisce il raddoppio può ancora diventare campione). Mike pone una semplice domanda sugli avvenimenti del XX secolo: chi si prenota per primo e risponde esattamente diventa campione, ma vince la propria quota senza raddoppiarla.

## Le finali del 1982
Le finali di Flash si svolsero dal 13 maggio al 3 giugno 1982 con cadenza bisettimanale (giovedì e sabato).
Furono riconvocati i campioni: Ambrogio Gubellini, Mario Marini, Franco Zaniolo, don Licio Boldrin, Wanda Montanelli, Laura Ziani, Caterina Baldoni, Giuseppe Romano, Fausto Riccardi, Gino Tessari, Emilio Mignini, Giorgio Taddei. La campionessa Mara Dalleolle rinunciò a partecipare alle finali, mentre Mauro Pancani fu convocato come riserva ma non entrò in gioco.
I campioni si confrontarono in queste partite. 
Giovedi 13/05/1982: Laura Ziani, Fausto Riccardi, don Licio Boldrin.
Sabato 15/05/1982: Mario Marini, Ambrogio Gubellini, Giorgio Taddei.
Giovedi 20/05/1982: Caterina Baldoni, Wanda Montanelli, Franco Zaniolo.
Sabato 22/05/1982: Gino Tessari, Emilio Mignini, Giuseppe Romano.
Dopo varie tornate di scontri tra i campioni, si giunse a decretare i tre supercampioni che diedero vita alla sfida finale: Mario Marini di Torino, Gino Tessari di Livigno e Wanda Montanelli di Napoli.
Diventò re dei campioni Mario Marini, portalettere e sindacalista di Torino, esperto del medioevo. Marini vinse 61.240.000 lire. In finale egli superò Gino Tessari, agente immobiliare di Livigno che riuscì però a intascare nel complesso una cifra più consistente (86.420.000 lire). Tessari, esperto di storia dello sci, si classificò al secondo posto nella puntata della finalissima pur rimanendo però il concorrente che più vinse in questo quiz. Al terzo posto si classificò la campionessa Wanda Montanelli di Napoli, esperta di Anna Magnani: vinse complessivamente 48.420.000 lire e fu la terza classificata anche in termini di somme.

## I campioni
Di seguito sono elencati tutti i campioni di Flash, la terna da loro scelta (due soltanto scelsero quella della fortuna) e le somme complessivamente vinte.
- Mario De Maria - Terna della cultura (materia: Gianni Rivera) - 10.200.000 lire
- Gino Tessari - Terna della cultura (materia: Storia dello sci) - 86.920.000 lire
- Giorgio Taddei - Terna della cultura (materia: Gli Ittiti) - 34.520.000 lire
- Franco Zaniolo - Terna della cultura (materia: Prima guerra mondiale) - 13.160.000 lire
- Mario Marini - Terna della cultura (materia: Benito Mussolini) - 61.240.000 lire
- Don Licio Boldrin - Terna della cultura (materia: Giovanni Paolo I) - 47.480.000 lire
- Mauro Pancani - Terna della fortuna - 12.500.000 lire
- Mara Dalleolle - Terna della cultura (materia: Musica rock dal 1965) - 45.100.000 lire
- Davide Musarra - Terna della fortuna - 9.900.000 lire
- Giuseppe Romano - Terna della cultura (materia: Abraham Lincoln) - 32.860.000 lire
- Fausto Mozzo - Terna della cultura (materia: Atletica leggera alle Olimpiadi) - 5.520.000 lire
- Fausto Riccardi - Terna della cultura (materia: Teatro di rivista)  - 17.380.000 lire
- Giovanni Avallone - Terna della cultura (materia: Teatro di Eduardo De Filippo) - 3.640.000 di euro
- Marino Bertoia - Terna della cultura (materia: Atletica leggera) - 10.840.000 lire
- Laura Ziani - Terna della cultura (materia: Il cane pastore tedesco) - 45.800.000 lire
- Wanda Montanelli - Terna della cultura (materia: Anna Magnani) - 48.420.000 lire
- Emilio Mignini - Terna della cultura (materia: Ascoli calcio) - 32.000.000 lire
- Ambrogio Gubellini - Terna della cultura (materia: Vita di Gesù) - 13.660.000 lire
- Caterina Baldoni - Terna della cultura (materia: Enzo Ferrari) - 36.740.000 lire

La campionessa Mara Dalleolle, giovane hostess di Bologna, dopo avere vinto la ragguardevole cifra di 45.100.000 lire e dopo avere sconfitto tanti sfidanti decise, di sua spontanea volontà, di ritirarsi dal programma divenendo, pertanto, l'unico campione imbattuto del quiz.
Nella puntata del 23 aprile 1981 Mike Bongiorno ebbe una discussione con uno dei campioni più popolari, Don Licio Boldrin, appena spodestato del titolo. Il sacerdote, infatti, al momento dei saluti aveva chiesto di lanciare un appello ai rapitori delle sorelline Silvia e Micol Incardona, scomparse a Formello da più di un mese. Mike gli negò il permesso, togliendogli bruscamente la parola e chiudendo frettolosamente la trasmissione. Il presentatore, che non gradiva iniziative personali dei concorrenti non concordate preventivamente, spiegò poi che quella non era la sede per lanciare appelli: occorreva un'autorizzazione dei dirigenti Rai. Inoltre Bongiorno disse di non voler creare un precedente. Il caso approdò in Parlamento con un'interrogazione del senatore democristiano Learco Saporito. Tale episodio è stato mostrato nella puntata dell'8 agosto 2015 di Techetechete' dedicata al presentatore italo-americano.
Laura Ziani, pluricampionessa della seconda edizione, titolare di una pizzeria a Gorizia, per la sua attività in campo ristorativo, venne soprannominata "la pizzaiola", riscuotendo molti consensi e simpatia da parte del pubblico. Durante la sua partecipazione portò in studio una particolare pizza ribattezzata "Flash" che riproponeva, attraverso l'uso dei colori gastronomici, il logo della trasmissione.
La campionessa Wanda Montanelli, allora molto giovane, divenne poi cantautrice ed entrò in politica.
L'ultima campionessa in carica del programma fu Caterina Baldoni, bellissima indossatrice milanese nonché pilota di rally, che si presentava su Enzo Ferrari: conservò il titolo per svariate puntate prima dell'inizio delle finali a cui partecipò.

## Ascolti
Il programma realizzò una media di 18.200.000 spettatori nel 1980 e 20.300.000 nel 1981.

## Curiosità
- Durante le due stagioni di Flash in Rai, Mike Bongiorno lavorò anche per il neonato network Canale 5, con i telequiz I sogni nel cassetto (1980-1981) e Bis (1981-1990). Nel 1982, dato il successo di Bis, all'edizione mattutina se ne affiancò un'altra (Superbis), prima pomeridiana poi preserale. Il 15, 22 e 29 maggio 1982, quando Flash fu programmato anche di sabato (oltre al tradizionale giovedì) per concludere il suo ciclo prima dei campionati mondiali di calcio, si assistette a un curioso "sdoppiamento" di Mike: dalle 20 alle 20.30 era in onda su Canale 5 con Superbis, alle 20.40 riappariva sulla Rai per condurre Flash. Ovviamente Superbis era registrato, anche perché all'epoca i network nazionali non potevano disporre della diretta.
- In una delle ultime puntate di Flash si intravede, tra il pubblico, Silvio Berlusconi. Raccontò Mike che, prima dei mondiali di calcio del 1982, ogni giovedì Berlusconi lo andava a prendere al termine della trasmissione per poi cenare con lui. Un giorno gli chiese di portarlo all'interno degli studi per vedere come funzionava la trasmissione. La sua idea era di creare a Canale 5 un nuovo quiz, con le stesse caratteristiche. Berlusconi portò con sé la scenografa Graziella Evangelista e nessuno lo riconobbe: